# Amazon Luna
Amazon Luna é uma plataforma de streaming de jogos eletrônicos (jogos em nuvem) multiplataforma e multijogador, da empresa Amazon, anunciada em 24 de setembro de 2020, com "acesso antecipado" (disponível a assinantes por convite a partir de 20 de outubro de 2020), lançada com 100 jogos disponíveis, a um preço introdutório de 5,99 dólares e mantida pela AWS.
A Luna tem integração com a Twitch e está disponível para o sistema operacional Microsoft Windows, macOS, Amazon Fire TV, iOS (como um progressive web app), e para Android.
A Amazon fez parceria com a Ubisoft para criar um canal de jogos exclusivo à Luna, que oferece aos assinantes acesso a títulos da Ubisoft no dia de seu lançamento. O canal Ubisoft+ (em versão beta) custa 14,99 dólares adicionais por mês.
O "acesso antecipado" da Luna foi disponível apenas dentro dos Estados Unidos, com um lançamento em 21 de novembro de 2020. A Luna compete pela Amazon com outras plataformas de jogo em nuvem como Xbox Cloud Gaming, PlayStation Now, GeForce Now e anteriormente até com o descontinuado Stadia.

## Controle
O Luna Controller é um acessório opcional vendido por 49,99 dólares. Ele vem em uma única cor (preto) e inclui duas alavancas analógicas, um d-pad, dois conjuntos de botões superiores, quatro botões frontais A/B/X/Y e quatro outros botões frontais. O controle conta com um microfone interno, permitindo suporte da Amazon Alexa. O controle pode ser conectado por Wi-Fi, Bluetooth ou um cabo USB-C.